# Les Eres (Alpont)
Les Eres (oficialment i en castellà, las Eras; també conegut com a Bisbe Hernández o Obispo Hernández) és un llogaret del municipi valencià d'Alpont (comarca dels Serrans).
Situada a poc més d'un quilòmetre de la vila, pot dir-se que formen un únic nucli. Tant és així que ací trobem el col·legi, el poliesportiu i un institut d'educació secundària. A més compta amb un celler vinícola i l'edifici abandonat des de 1991 de la Guàrdia Civil. S'accedeix des de la carretera CV-345 o carretera de Titaigües a la Iessa.
Pel que fa a monuments, destaca l'ermita de la Puríssima (en mal estat de conservació).
En 1969 tenia 164 habitants, en 1991 tenia 81 habitants i en 2003 tenia 60 habitants, 34 homes i 26 dones. En 2006 té 66 habitants.
En les Eres va nàixer el bisbe Joaquín Hernández i Herrero, bisbe de Badajoz i Sogorb, on va morir el dia 19 de febrer de 1868. A ell es deu que durant molt temps a aquest llogaret fos conegut com a Bisbe Hernández.